# Ikazuchi
L'Ikazuchi (雷? lett. "Tuono") è stato un cacciatorpediniere della Marina imperiale giapponese, prima unità appartenente alla classe Akatsuki a essere varata. Il varo avvenne nell'ottobre 1931 al cantiere di Uraga.
Appartenente alla 6ª Divisione, nei primi mesi di guerra fu assegnato alla scorta ravvicinata di vari incrociatori pesanti che operavano come forza di supporto a distanza delle formazioni anfibie che occuparono Makassar, Menado e altri luoghi strategici nelle Indie orientali olandesi. In giugno fu presente alla battaglia delle Midway, segnatamente alle operazioni diversive nelle isole Aleutine. Per il resto dell'estate e in autunno completò servizio di scorta a naviglio da trasporto in rotta tra i porti del Giappone e la base aeronavale di Truk; in ottobre fu trasferito alle isole Shortland e a metà novembre combatté nella prima parte della violenta battaglia navale di Guadalcanal, durante la quale perse la torre prodiera. Rimesso in efficienza entro il febbraio 1943, fu assegnato alla 5ª Flotta e a fine marzo fu presente, ma senza avervi parte, all'inconcludente battaglia delle isole Komandorski. Poco dopo entrò alle dipendenze della 1ª Flotta e per il resto del suo servizio operativo fu utilizzato come scorta a decine di convogli che solcavano l'Oceano Pacifico occupato dalle forze armate nipponiche. Il 13 aprile 1944, mentre accompagnava un singolo trasporto, fu sorpreso e affondato da un sommergibile statunitense; nell'affondamento le cariche di profondità detonarono e uccisero l'intero equipaggio.

## Servizio operativo

### Costruzione
Il cacciatorpediniere Ikazuchi fu ordinato nell'anno fiscale edito dal governo giapponese nel 1927. La sua chiglia fu impostata nel cantiere navale di Uraga, gestito dalla compagnia omonima, il 7 marzo 1930 e il varo avvenne il 22 ottobre 1931; fu completato il 15 agosto 1932. Negli anni successivi la nave formò con l'Akatsuki, l'Hibiki e l'Inazuma la 6ª Divisione, dipendente dalla 1ª Squadriglia della 1ª Flotta.

### 1941-1942

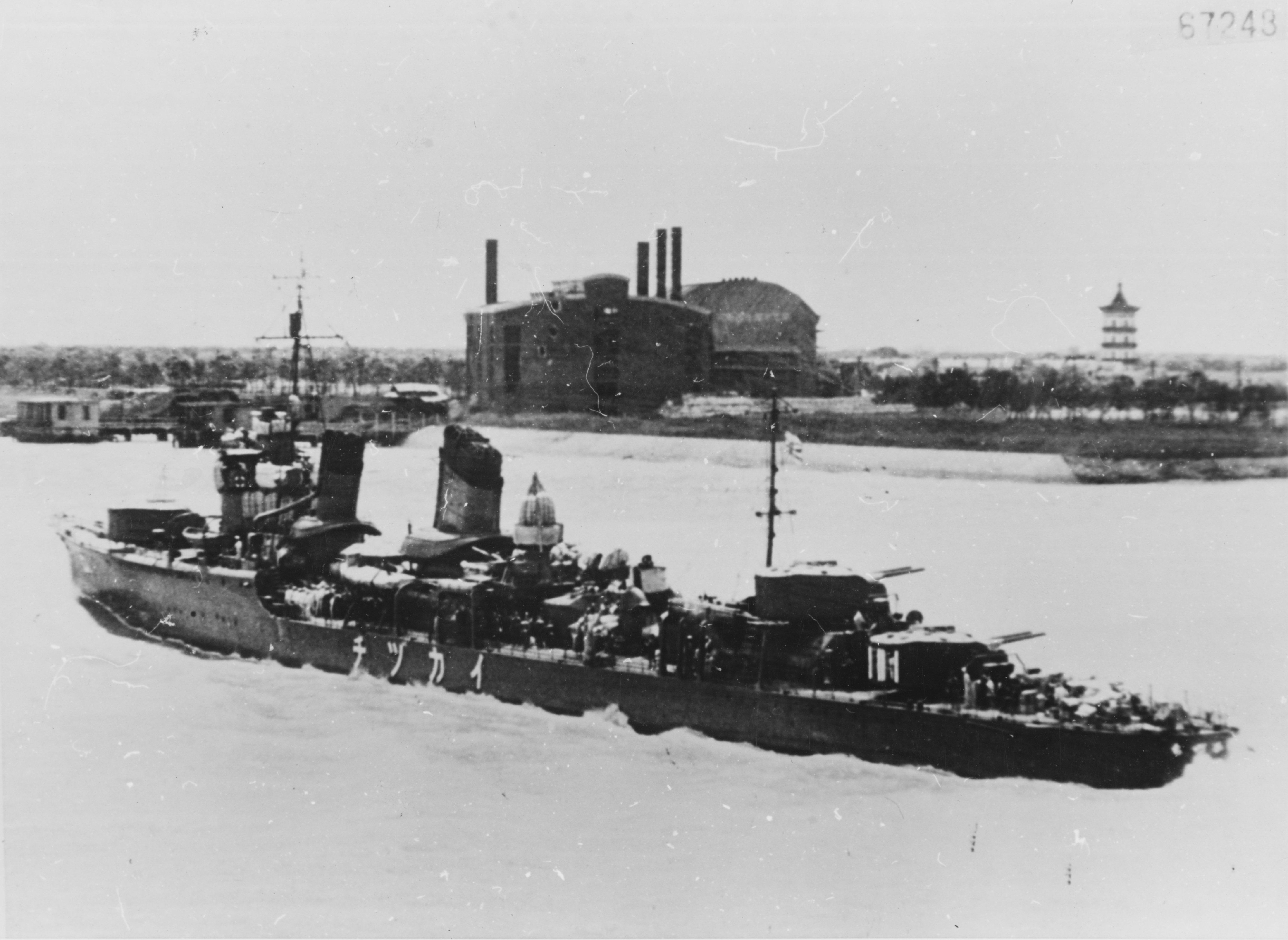
LIkazuchi nelle acque fluviali cinesi; da notare le torri d'artiglieria brandeggiate a destra

Tra 1940 e 1941 l'Ikazuchi passò al comando del capitano di corvetta Shunsaku Kudō. Dopo essersi spostato da Hashirajima alla baia di Saeki il 25 novembre 1941, con il resto della divisione d'appartenenza salpò il 29 aggregandosi a un convoglio in rotta per la base militare di Mako (isole Pescadores), toccata il 2 dicembre. Dal 4 all'8 dicembre fu in mare assegnato alla forza navale di supporto all'attacco a Hong Kong e collaborò con l'incrociatore leggero Isuzu nella distruzione di due cannoniere britanniche poco fuori dal porto. Il 24 dicembre lasciò la zona e, di scorta all'incrociatore pesante Ashigara, fece base a Davao (Mindanao) e con altre unità formò una squadra di copertura a distanza per l'assalto anfibio a Menado a metà gennaio 1942. Il 29 gennaio si portò verso sud, nelle Indie orientali olandesi, con l'Ashigara e il Nachi e sino al 25 febbraio operò in supporto alle formazioni che occuparono in rapida successione Ambon, Makassar e Timor. Fatto rifornimento a Makassar, alla fine di febbraio salpò nuovamente e tra il 1º e il 3 marzo tentò, senza successo, di catturare una petroliera olandese che il suo equipaggio aveva sabotato. Perduta la nave, l'Ikazuchi prese prigionieri gli olandesi, li depositò a Bandjermasin e procedette ad alta velocità sino alla baia di Subic nelle Filippine: dal 10 al 19 marzo rimase in questa zona con l'Akatsuki e l'Hibiki, affondando forse un sommergibile statunitense. Il 19 i tre cacciatorpediniere scortarono un convoglio sino a Kure (toccata una settimana dopo) e quindi si spostarono a Yokosuka il 3 aprile per manutenzione e riparazioni. Il 22 maggio scortò gli incrociatori pesanti Takao e Maya da Kure a Ominato, base della 5ª Flotta del viceammiraglio Boshirō Hosogaya cui l'ammiraglio Isoroku Yamamoto aveva affidato le manovre diversive nelle isole Aleutine, previste dal complesso piano di attacco all'atollo di Midway. Il 28 maggio la flotta salpò e tra il 5 e il 10 giugno occupò sia Attu, sia Kiska; il 24 l'Ikazuchi rientrò con il resto della flotta a Ominato e attese a periodici pattugliamenti o missioni di scorta. Il 26 luglio soccorse il cacciatorpediniere Kasumi, gravemente danneggiato, e lo rimorchiò entro il 3 agosto all'isola di Shimushu. Dall'8 al 30 del mese fu dunque revisionato nell'arsenale di Yokosuka, periodo durante il quale il comandante Kudō cedette il posto al capitano di corvetta Hagemi Ishii; a sua volta questi fu rimpiazzato il 27 agosto dal pari grado Saneho Maeda.
Il 1º settembre l'Ikazuchi accompagnò la portaerei Zuiho da Kure sino alla base aeronavale di Truk, quindi dal 9 al 12 percorse la rotta per Kavieng e ritorno in difesa della portaerei di scorta Unyo; il giorno seguente partì alla volta di Kure sempre a fianco della Unyo e il 18 arrivò a Kure. Il 29 settembre salpò aggregato alla scorta di un convoglio carico di truppe che, facendo tappa a Okinawa, Saipan e la base di Rabaul, giunse il 12 ottobre alle isole Shortland, avamposto nipponico funzionale ai movimenti navali legati alla campagna di Guadalcanal. Il 14 partì con l'Akatsuki e lo Shirayuki per difendere gli incrociatori leggeri Yura e Sendai che dovevano sbarcare truppe a Guadalcanal: la missione fallì a causa del delle condizioni meteorologiche e quando fu ritentata il 17 dovette essere sospesa per l'attacco di un sommergibile statunitense, rimasto senza conseguenze. Il 25 ottobre l'Ikazuchi, l'Akatsuki e lo Shiratsuyu avrebbero dovuto condurre un bombardamento delle posizioni americane sull'isola, ma lungo la rotta d'avvicinamento furono avvistati da due unità ausiliarie statunitensi; le piccole unità furono affondate, tuttavia l'intervento di velivoli nemici da terra causò danni all'Ikazuchi che, mitragliato, ebbe quattro vittime e danni al timone. Riuscì comunque a rientrare alle Shortland e il 2 novembre recò truppe alla guarnigione, poi dal 3 al 6 scortò le navi portaidrovolanti Chiyoda e Chitose a Truk e infine si mise in attesa nell'arcipelago. Il 12 era in mare assieme alla squadra del viceammiraglio Hiroaki Abe, distaccata dalla 2ª Flotta per operare nottetempo un bombardamento dell'aeroporto sull'isola con le navi da battaglia Hiei e Kirishima; si svolse invece una cruenta battaglia notturna contro una formazione statunitense avvistata all'ultimo momento. Nella lotta, estremamente confusa, l'Ikazuchi lanciò siluri e quasi sicuramente colpì un incrociatore nemico (forse lo USS Portland) e contribuì a mettere fuori combattimento diversi cacciatorpediniere avversari; a sua volta fu centrato da due granate che distrussero la torre prodiera, nella quale si ebbero venti morti e ventuno feriti. La mattina del 13 novembre, perciò, seguì altre unità più o meno avariate sino a Truk (17 novembre), ricevette riparazioni di circostanza e salpò il 22 di scorta all'incrociatore pesante Takao e alla portaidrovolanti Nisshin, facendo rotta per Yokosuka: la raggiunse il 27 e fu trainato in secca per una revisione generale e riparazioni complete. Nel corso del processo una coppia di mitragliatrici pesanti Type 93 da 13,2 mm fu sistemata davanti alla plancia, mentre non è chiaro se furono aggiunti due lanciatori Type 94 e altre diciotto cariche di profondità (forse la modifica è successiva).

### 1943

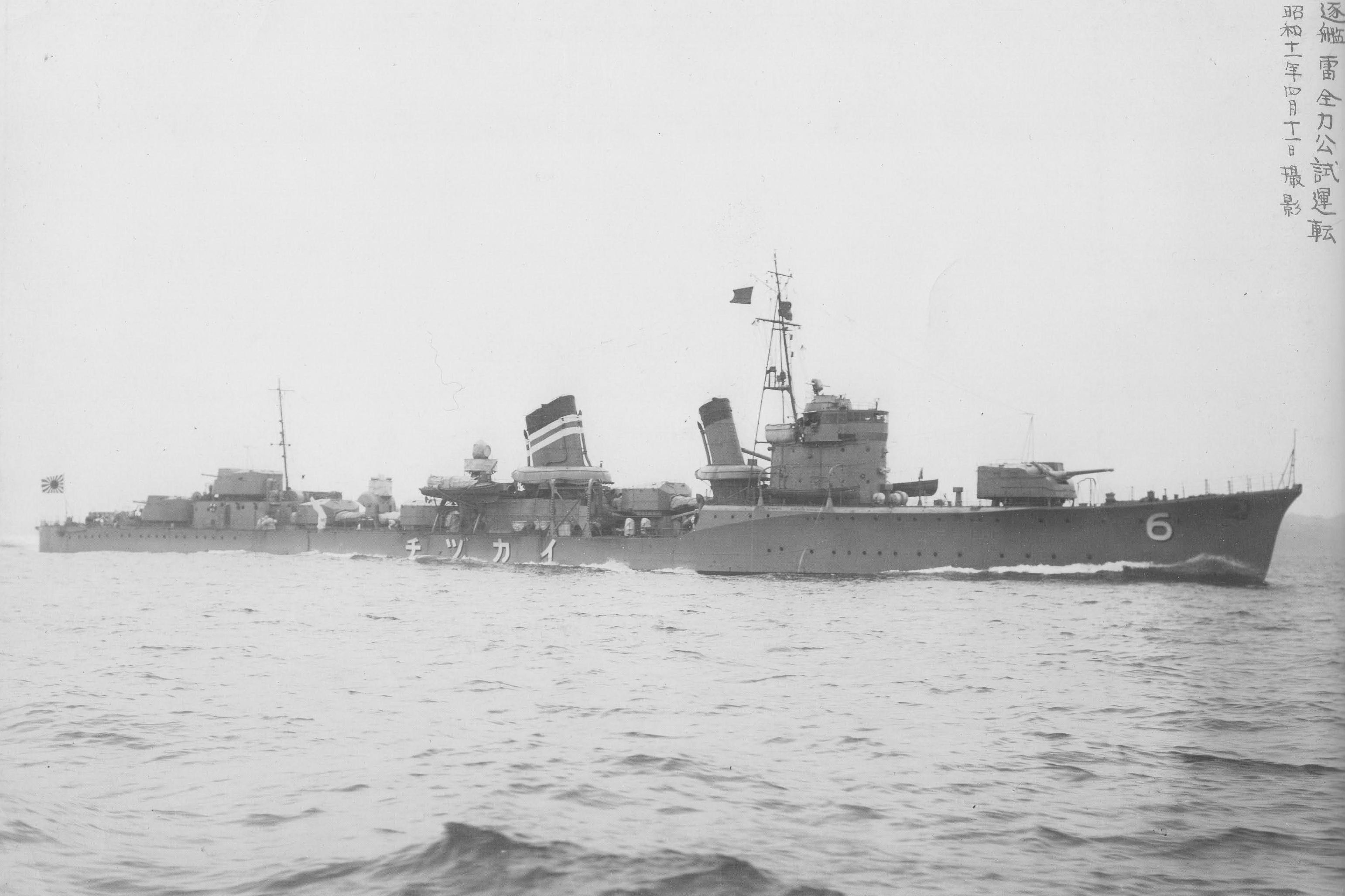
LIkazuchi in navigazione: l'immagine consente di riconoscere il tipico profilo della classe, con il sottile fumaiolo anteriore e il massiccio armamento silurante a mezzanave

Il 20 febbraio 1943 l'Ikazuchi riprese il servizio e, trasferito di nuovo alla 5ª Flotta, si portò rapidamente a Ominato, da dove salpavano convogli o singole unità per portare rifornimenti alle isole di Attu e Kiska. Il 26 marzo, durante uno di questi viaggi, la flotta al completo s'imbatté in una meno numerosa squadra statunitense; la battaglia durò alcune ore senza che una delle parti riuscisse a prevalere. Lo Ikazuchi, posto in coda, in pratica non ebbe alcuna partecipazione attiva e al rientro a Paramushiro, il 30 marzo, abbordò il cacciatorpediniere Wakaba riportando danni di media entità. Il giorno seguente l'intera 6ª Divisione passò alle dipendenze dell'11ª Squadriglia, dipendente dalla 1ª Flotta e demandata all'addestramento delle nuove unità in tempo di guerra; l'Ikazuchi dovette comunque navigare sino a Yokosuka e dall'11 aprile rimase in riparazione. Il 4 maggio poté nuovamente prendere il mare di scorta a un convoglio, che il 12 giunse indenne a Truk. Quattro giorni dopo ebbe ordine di difendere alcuni convogli che trasportarono nelle settimane seguenti uomini e materiali agli atolli di Jaluit e Kwajalein nelle isole Marshall, rientrando l'8 giugno a Truk. L'Ikazuchi fu da allora in avanti impegnato in continue missioni di scorta a convogli che facevano la spola tra Truk e Yokosuka, che durarono dal 13 giugno al 24 novembre: nel corso di questo periodo l'attività bellica fu ridotta al minimo e il 25 ottobre cambiò anche comandante, che fu sostituito dal capitano di corvetta Kunio Ikunaga. Dal 24 novembre stesso il cacciatorpediniere condusse missioni di trasporto truppe da Truk alle isole Marshall, Kusaie e all'atollo di Ponape, che completò il 10 dicembre. Il 22 dicembre lasciò la base in difesa di un convoglio in rotta per Yokosuka.

### 1944 e l'affondamento
Il 1º gennaio 1944 il trasporto Nagoya Maru fu centrato dal siluro del sommergibile USS Herring: nonostante gli sforzi dell'equipaggio, lo sbandamento si fece sempre più grave e quindi l'Ikazuchi lo trasse in salvo prima di proseguire nel viaggio, che si concluse il 3 a Yokosuka. Rimesso in efficienza e sostituita la coppia di Type 93 davanti alla plancia con un affusto binato per cannoni Type 96 da 25 mm L/60, il 18 l'unità tornò in servizio e il 25 riprese l'attività di scorta con un convoglio che da Tateyama navigò sino a Truk, toccata il 1º febbraio. Sino alla metà di marzo l'Ikazuchi, assieme al cacciatorpediniere Shimakaze, completò due altre missioni del genere, la prima in difesa di un convoglio di petroliere che fece soste a Davao, Balikpapan e isole Palau; la seconda consisté nell'accompagnare la portaidrovolanti Akitsushima dall'arcipelago a Yokosuka. Il 22 marzo l'Ikazuchi lasciò la baia di Tokyo assieme a un gruppo di mercantili, che protesse sino alla destinazione, l'isola di Saipan. Il 12 aprile salpò dall'ancoraggio locale di scorta a un trasporto in rotta per Woleai. Il giorno seguente le due navi furono attaccate dal sommergibile USS Harder che piazzò un siluro sull'Ikazuchi 200 miglia a sud-sud-est di Guam (10°13′N 143°51′E); gravemente colpito, il cacciatorpediniere iniziò a capovolgersi, quando le bombe di profondità detonarono una dopo l'altra: gli scoppi fecero strage dell'equipaggio e non ci furono superstiti.
Il 10 giugno 1944 l'Ikazuchi fu eliminato dai ruoli della Marina imperiale.